# Korea Tobacco & Ginseng Corporation
Korea Tobacco & Ginseng Corporation (KT&G) est une entreprise coréenne de fabrication de cigarettes et de tabac. Elle était initialement une entreprise publique ayant le monopole de la vente de cigarettes en Corée du Sud.